# Barranc Brut
El Barranc Brut o Barranc del Mas de Gusí, és un curs fluvial del terme de Reus a la comarca catalana del Baix Camp.
S'inicia vora el Mas del Pere Sanç, al Burgar. agafa la direcció sud-sud-est i passa pel cantó est del Mas de Gusí. No triga a travessar el camí de Valls, a l'altre cantó del qual entra al terme de Constantí. Dintre d'aquell terme, vora el Mas del Sol, es reuneix amb el barranc de les Alzines, per formar el barranc del Mas del Sol, i més avall es troba amb la riera de la Sisena. Quan el curs d'aigua torna a entrar al terme de Reus, pel Camp d'Aviació, rep el nom de Riera de la Boella, ja que passa vora la Boella a La Canonja.